# Французский Камерун
Францу́зский Камеру́н (фр. Cameroun français) — бывшая французская территория под мандатом Лиги Наций в Центральной Африке.

## История
В 1911 году Франция, в ходе разрешения Агадирского (2-го Марокканского) кризиса, уступила часть своих территорий входящих в состав Французской Экваториальной Африки. Эта территория, известных как Новый Камерун, получила немецкий протекторат войдя в состав колонии Немецкий Камерун.
Во время Первой мировой войны, в 1916 году, Немецкий Камерун был оккупирован британскими и французскими войсками. Лига Наций в июле 1922 года предоставила каждой из этих стран мандат на управление. Камерун был поделён между Великобританией и Францией.
Французский Камерун обрёл независимость в 1960 году под новым названием Камерун.